# FCインゴルシュタット04の選手一覧
FCインゴルシュタット04の選手一覧は、FCインゴルシュタット04に所属した経験のある選手の一覧。

## 選手

### GK
| - ラマザン・エズカン | - エルヤン・ニーラン | - クリスティアン・オルタク |

### DF
| - ベンヤミン・ヒュブナー - ミヒャエル・ツァント - ダニーロ | - ロマン・ブレジュリ - コンスタンティン・エンゲル - ダニー・ダ・コスタ | - トビアス・レフェルス - マルクス・ズットナー |

### MF
| - アルフレド・モラレス - ロジェール - パスカル・グロス - シュテファン・レックス | - マックス・クリスティアンゼン - シュテファン・ヴァンネンヴェッチュ - ロベルト・バウアー | - モーリス・ムルトハウプ - マーヴィン・マティプ - アルモグ・コーヘン |

### FW
| - マシュー・レッキー - モリッツ・ハルトマン | - トマーシュ・ペクハルト - ルーカス・ヒンテルゼーア | - エリアス・カチュンガ - ダリオ・レスカーノ |